# Bemalai (Foho-Ai-Lico)
Bemalai ist eine osttimoresische Siedlung im Suco Foho-Ai-Lico (Verwaltungsamt Hato-Udo, Gemeinde Ainaro).
Der Weiler befindet sich im Nordosten der Aldeia Ainaro-Quic auf einer Meereshöhe von 67 m. Nördlich liegt das Dorf Lale und südlich das Dorf Rate Cnua Bahawain. Östlich von Bemalai fließt der Caraulun, der Grenzfluss zum Suco Betano.